# Белый, Александр Владимирович
Алекса́ндр Влади́мирович Бе́лый (род. 29 мая 1981, Одесса) — украинский футболист, нападающий.

## Биография
В 1998 году играл в высшей лиге чемпионата Украины за СК «Николаев». Дебют — 26 июля 1998 года в матче «Звезда» (Кировоград) — СК «Николаев», 1:1. Всего сыграл в 5 матчах. Продолжил карьеру в любительской команде «Колос» (Степовое), где выступал до 2007 года. Чемпион Николаевской области — 2000, 2003 гг. Обладатель Кубка области — 2000, 2004, 2005, 2006 гг. Участник финальных стадий любительского чемпионата Украины.
Весной 2001 выступал в высшей лиге Молдавии за кишинёвский «Агро», провёл 7 матчей.